# Persea splendens
Persea splendens är en lagerväxtart som beskrevs av Carl Daniel Friedrich Meisner. Persea splendens ingår i släktet avokador, och familjen lagerväxter. Inga underarter finns listade i Catalogue of Life.